# Пучеж-Катунський кратер
57°01′00″ пн. ш. 43°58′00″ сх. д. / 57.016666666667° пн. ш. 43.966666666667° сх. д.

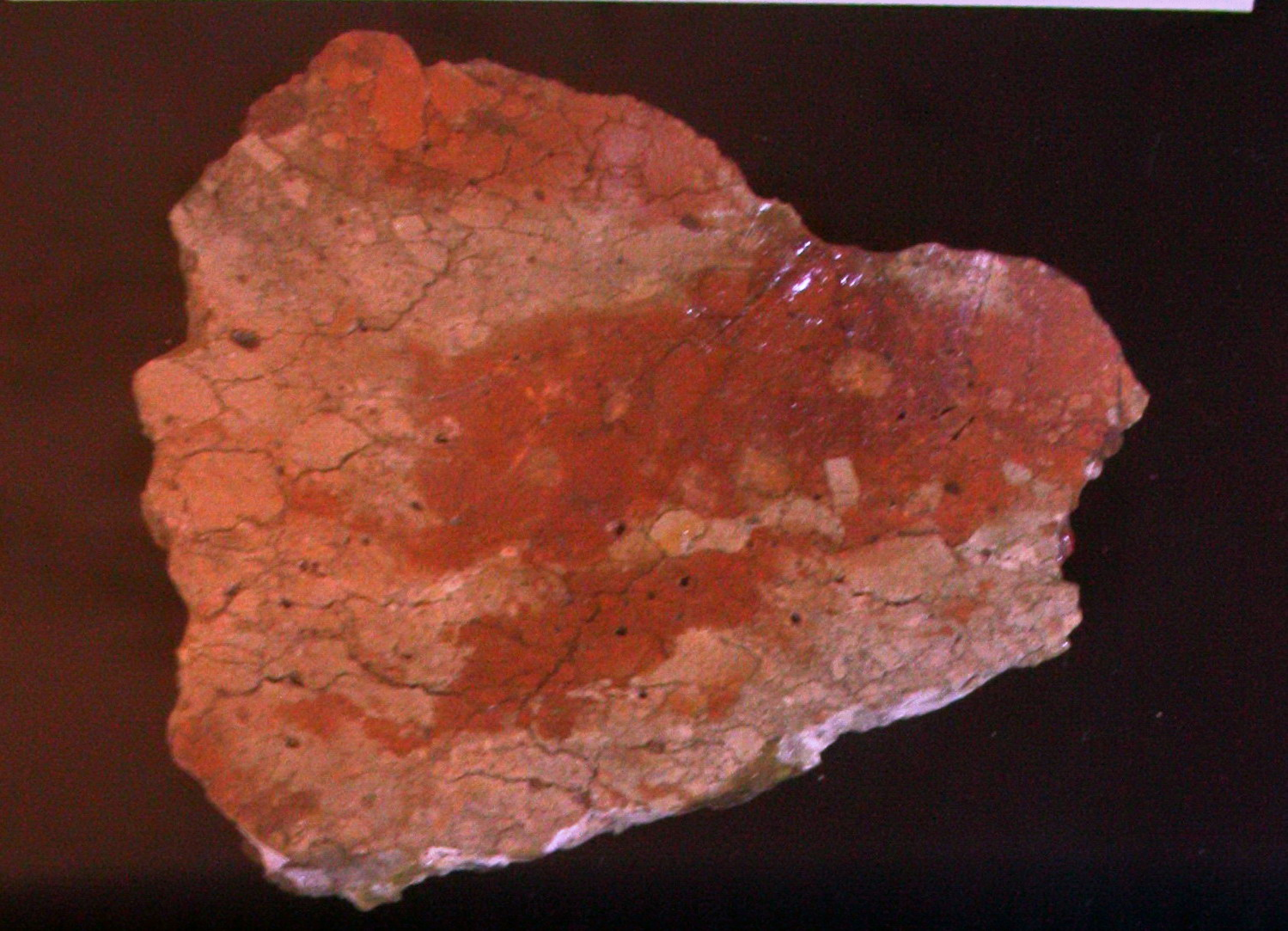
Ударно-дислокована глиниста порода з Пучеж-Катунського кратера

Пучеж-Катунський кратер — метеоритний кратер на територіях Чкаловського, Городецького, Сокольського, Ковернінського районів Нижньогородської області і Пучежського району Івановської області. Другий за величиною після Попігайського на території Росії.
Кратер має діаметр 80 км, розташований за 80 км на північ від Нижнього Новгорода. Кратер відкритий в 1965 році, першим на території Росії. У дослідницьких цілях в районі центру удару була пробурена Воротіловська глибока свердловина (5374 м). За результатами геологічних розвідок визначено що кратер виник в батському столітті середньоюрської епохи юрського періоду - приблизно 167 млн років тому.
Існувала також гіпотеза про те, що даний об'єкт являє собою древній вулкан, що колись вивергався тут, і після повного згасання своєї активності похований під шарами осадових порід. Однак знахідки імпактних структур, що виникають тільки при ударі великого метеорита, спростували цю гіпотезу. Інша назва Пучеж-Катунського кратера - Воротіловський виступ.